# Torchiera
Torchiera (Torcéra in dialetto bresciano) è una frazione del comune italiano di Pontevico, in provincia di Brescia, nella regione Lombardia.

## Geografia fisica
Il centro abitato è posto a circa 56 metri sul livello del mare e dista 2,15 chilometri da Pontevico.

### Clima
Torchiera, come l'intero territorio di Pontevico, è parte della zona climatica E.

## Origini del nome
Il nome sembra derivare dalla presenza nel territorio di un ambiente contenente un torchio.

## Storia

### Età medievale
Già in epoca Longobarda, il territorio era abitato da gruppi di contadini. Proprio in questo periodo, sorse una chiesetta in località San Michele.
Il borgo andò sviluppandosi grazie al compimento, sul territorio, di opere di progresso agricolo, irrigazione e sistemazione delle terre, nascendo perciò a cavallo tra il XIII e il XIV secolo.
Risale alla seconda metà del Quattrocento la fondazione di un convento da parte degli Eremitani Agostiniani, al quale venne annessa una vasta chiesa.

### Età moderna
In una visita pastorale compiuta nel 1565 dal vescovo Bollani, risultarono presenti ben tre chiese sul territorio: quelle di San Michele, Santa Maria del Paradiso e della Beata Vergine della Cintura. Quest'ultima, annessa al convento, nel 1586 ospitò San Carlo Borromeo, il quale annotò undici altari.
Durante la tremenda peste che nel XVII secolo decimò la popolazione pontevichese, Padre Gabriele Angelo de Poncarali (rettore del convento torchiese), unitamente ai confratelli compì un'opera di soccorso e sollievo alla popolazione gravemente colpita dalla malasorte. Insieme al priore del convento, si distinse per l'assistenza servita nel lazzaretto di San Michele. Sulla strada di carità seguita dal piccolo centro abitato, i monaci affiancarono il nobile Ottavio Pontevico nella creazione del Pio Luogo poveri all'interno del capoluogo del territorio. Il monastero era costruito su due piani ed era munito di chiostro, corti, foresteria e stalle, mentre la chiesa ad esso annessa vantava coro, undici altari, sagrestia, campane e, di conseguenza, un campanile.
Nel 1705, Torchiera venne saccheggiata dai soldati francesi.
La Repubblica di Venezia nel 1786 mise in vendita il convento, le cascine limitrofe e tutti i terreni di proprietà degli agostiniani, acquistati da don Francesco Barbieri. Alla morte di quest'ultimo, i beni passarono al nipote che vendette tutti i terreni e se ne guardò bene dell'obbligo di mantenere la chiesa e di far praticare la messa; di conseguenza, la struttura passò sotto il controllo della Fabbriceria di Pontevico che ricostruì la chiesa, la quale tuttavia perse l'antica monumentalità.

### Età contemporanea
Nel 1933-1934, vennero aperti l'acquedotto e l'asilo infantile. Il XX secolo presentò un notevole incremento della popolazione, che nel corso degli anni 1960 raggiunse le 800 unità, rispetto alle 433 del 1901.
Nel 1997 venne inaugurata nei pressi della frazione una bretella stradale, che passa dallo svincolo statale per Torchiera a un centinaio di metri di distanza dalla Cascina Palazzina, nei pressi di Chiesuola. La nuova sovrastruttura diede il via all'apertura di stabilimenti industriali sul territorio, su tutti quello della multinazionale Nadine (1999).

## Monumenti e luoghi di interesse

### Chiesa di Sant'Ignazio di Loyola
La nuova chiesa costruita nel corso dell'Ottocento venne intitolata a Sant'Ignazio di Loyola. Il campanile tra il 1923 e il 1976 era sovrastato da una cuspide sostenente una statua della Madonna, rovinata a seguito della caduta di un fulmine risalente al 1974; la torre campanaria è munita di un concerto di cinque campane.
La struttura si presenta all'esterno in linee semplici. All'interno, sono presenti un presbiterio, contenente una tela di Tagliaferri e due statue di San Pietro e San Paolo, e tre cappelle laterali. Sopra la porta laterale, sono presenti una statua di Sant'Ignazio di Loyola e una tela raffigurante la "Natività". Tra le decorazioni, si trovano anche gli altari della Madonna della Medaglia Miracolosa e del Sacro Cuore. A completare gli interni, sono presenti gli stalli di coro, un armonium e il fonte battesimale, decorata dalla statua della Madonna e da un altorilievo raffigurante il battesimo di Gesù.
Accanto ad essa, dal 1944 è presente un oratorio.

### Chiesa della Beata Vergine della Cintura
Venne costruita sul posto dell'antico convento agostiniano nel 1798 per mano di don Francesco Barbieri in dimensioni più ridotte rispetto a quelle dell'antica chiesa agostiniana e, come la maggior parte delle chiese di Pontevico, orientata verso ovest.
L'esterno è caratterizzato dalla facciata a registro unico munita di frontone triangolare munito di un acroterio in corrispondenza della linea di colmo e di quattro semicolonne, contenti il portale e un finestrone. La struttura è dotata di un campanile sul lato nord.
L'interno a navata unica culminante in presbiterio è affrescato e dotato di cappelle laterali, scandito da semicolonne e da un cornicione.

### Chiesa di San Michele
È un'antica chiesa campestre edificata sotto il Regno longobardo, col tempo abbandonata e recuperata solo nel corso del XX secolo. Oggi è affiancata dal passaggio dell'Autostrada A21.